# Робърт Хюз
Робърт Хюз (на английски: Robert Hughes) е австралийски писател, изкуствовед и телевизионен водещ.
С първата си книга, „The Shock of the New“ (1980), се стреми да отговори на широката публика на въпроса защо модерното изкуство е важно и какви са идеите му. В късните си години той разглежда финансовите аспекти на съвременното изкуство и посоката, в която то се движи.